# Moteur de réponse
Un moteur de réponse est une évolution du moteur de recherche dont le but est de fournir à l'internaute des réponses à ses questions plutôt que des listes de ressources pouvant répondre à ses questions. Cette évolution s'inscrit dans un contexte d'essor des smartphones qui se prêtent à la recherche vocale. Le moteur de réponse n'est pas sans impact sur les sites web puisqu'il a tendance à baisser leur fréquentation à l'exception des sites de vente en ligne.

## Définition
Le moteur de réponse est une évolution du moteur de recherche. Contrairement au moteur de recherche qui propose à son utilisateur une liste de liens vers des sites web relativement à sa requête, le moteur de réponse fourni directement une réponse à la requête. Ainsi, à la question « Quelle est la capitale de l'Assyrie ? », un moteur de réponse ne proposera pas en premier lieu un lien vers une page répondant à cette question mais donnera directement la réponse à partir des informations qu'il peut tirer de ces liens, à savoir « Assur »,.

## Histoire
Le comportement des utilisateurs du web a évolué d'une recherche de sites de qualité — qui fait que le web est alors qualifié de « Resource Discovery System » — à une recherche de réponses de qualité,. De fait, les utilisateurs du web ne constituent plus de listes de sites favoris, ce sont plutôt concernant les outils de recherche qu'ils définissent des favoris. Ainsi en 2004, selon Nielsen, 88% des tâches effectuées sur le web partent d'un moteur de recherche.
Depuis la fin des années 2000, Google ne se pense plus simplement en moteur de recherche mais en moteur de réponses, il ne cherche plus à fournir des moyens de trouver des réponses à ses usagers mais il fournit au contraire la réponse elle-même. Cet essor du moteur de réponse coïncide avec celui du smartphone qui popularise la recherche vocale. Ainsi en 2016 Google constate que les recherches sur appareils mobiles sont faites pour 20% d'entre elles en commande vocale mais les prévisions vont jusqu'à 50
% pour 2020,.
Des techniques de référencement se sont alors développées pour s'adapter à ce changement et sont connues sous le nom de AEO (Answer Engine Optimization).

## Conséquences sur le trafic des sites web
Nielsen est formel touchant l'impact de cette évolution, elle est bonne pour les utilisateurs qui trouvent ainsi leurs réponses plus rapidement, pour les moteurs de réponse eux-mêmes qui ont la satisfaction de leurs utilisateurs en leur fournissant des réponses pertinentes mais beaucoup moins pour les sites web. Il y a toutefois une exception faite pour les sites de vente en ligne qui parviennent à attirer l'internaute au-delà de la réponse jusque sur le site lui-même puisque l'achat ne peut se faire que sur le site proprement dit. Concernant les autres sites web, le moteur de réponse capture leur contenu sans faire parvenir l'internaute jusque chez eux. C'est particulièrement le cas avec Wikipédia qui a connu une baisse de 21 % de son trafic depuis que le moteur de recherche Google a développé les featured snippets, modules de moteur de réponse. De fait, alors que Wikipédia a longtemps occupé la place de premier résultat de recherche il est souvent remplacé aujourd'hui à cette même première place par son propre contenu mais hors du site lui-même, ce qui baisse le nombre de visites,.